# Atalanta (yacht)
Pour les articles homonymes, voir Atalanta (homonymie).
Le yacht Atalanta a été un challenger canadien pour la Coupe de l'America (America's Cup) du New York Yacht Club en 1881. Il a affronté le sloop américain Mischief, sans succès.

## Construction
Le sloop Atalanta est en bois. Conçu par le capitaine Alexander Cuthbert, il a été construit au chantier naval Flint & Holton à Belleville, dans la Baie de Quinte. 
Le Bay of Quinte Yacht Club  a envoyé sa lettre de défi le 16 mai 1881 et a été accepté par le RYYC de New York le 12 juin. Atalanta a été lancé le 17 septembre 1881, presque achevé à cause du manque de financement.

## Carrière

Guidon du BQYC

Il n'a pas eu le temps de s'entraîner sur le parcours pour rejoindre New York par le Saint Laurent et a dû est transporter par la route. Il est arrivé le 30 octobre, juste avant de début du défi. Les courses de defender entre Mischief, Pocahontas, Hildegard et Gracie se déroulèrent entre le 13 et 20 octobre.
Manquant de préparation, Atananta perd le défi en deux courses contre Mischief.
En 1882, Atalanta navigue sur le lac Ontario. En 1883, lors de la Fisher Cup à Chicago, Il gagne le trophée et le garde jusqu'en 1886. Après un incendie, en 1886, il est vendu à Chicago où il est réparé. Il naviguera jusqu'en 1900